# Hôpital thermal des armées
L'hôpital thermal des armées est un ensemble immobilier (terrain et bâtiments) construit au XIXe siècle sur la commune d'Amélie-les-Bains-Palalda, dans le département français des Pyrénées-Orientales. Initialement conçu pour servir d'hôpital thermal pour l'armée française, il est désaffecté.

## Historique

### L'hôpital thermal

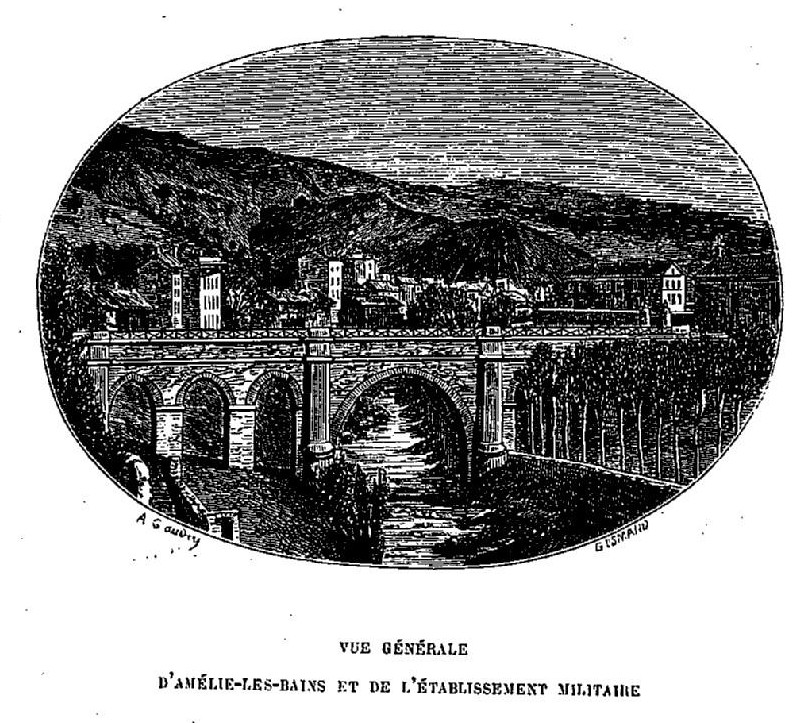
Vue générale d'Amélie-les-Bains et de l'hôpital, par E. Génieys.

Le bâtiment dans sa conception et son usage initiaux sont décrits ainsi en 1862, par le docteur Génieys : 

« Les constructions composent trois corps de bâtiment, 
formant les trois côtés d'une cour plantée d'arbres et 
rafraîchie par un jet d'eau qui s'élève à douze mètres. 
Les deux côtés parallèles, de vingt-cinq mètres de longueur, sur dix mètres de largeur et quinze de hauteur, 
éclairés par vingt fenêtres à chacun des trois étages, 
contiennent, l'un : logements de cent officiers avec, 
chambres de deux, trois et quatre lits, avec; salons de 
jeu et de lecture ; l'autre : personnel et bureaux de 
l'administration, pharmacie, etc.
Le bâtiment du milieu, long de quarante-huit mètres, 
sur dix de largeur, est élevé de trois étages éclairés 
chacun par trente-six fenêtres. Il contient, au rez-de-chaussée, cuisine, magasins, réfectoires, promenoirs, etc., et, aux étages supérieurs, des dortoirs pour 
quatre cents sous-officiers et soldats ; ces salles, ayant 
une fenêtre à chaque bout, sont établies dans le sens 
de la largeur du bâtiment; elles sont bien éclairées, 
facilement ventilées ; elles ne contiennent que seize lits 
et peuvent de suite être rendues indépendantes, dans 
un cas d'épidémie. »

En 1923, le journal L'Indépendant signale que « comme tous le ans » le jour de la Fête des Morts l'hommage aux militaires d'Amélie tués pour la France prend la forme d'un cortège dont le départ a lieu dans le parc de l'hôpital thermal des armées, pour finir devant la mairie. L'idée de construire un monument aux morts dans ce parc est lancée par le conseil municipal le 5 décembre 1933, après un premier projet inabouti lancé en 1922 par le journal Le Cri catalan. Il est construit en 1946 devant la chapelle.
Le début des années 1990 marque un vaste plan de restructuration du ministère de la Défense. De nombreux établissements doivent être fermés, dont l'hôpital thermal d'Amélie. Il est décidé que les curistes militaires, qui pouvaient être soignés gratuitement à l'hôpital thermal d'Amélie-les-Bains, bénéficieront d'une convention pour conserver la gratuité dans d'autres lieux. Le plan visant notamment à fermer cet hôpital est rendu public par le ministère le 16 avril 1992, avec décision de fermeture le 1er juillet 1993, puis la remise aux domaines le 31 décembre de la même année. Le 4 février 1993, le sénateur des Vosges Albert Voilquin pose une question écrite au gouvernement dans laquelle il fait état de « bruits » concernant « l'acquisition de l'hôpital [...] convoitée par un complexe thermal pour clientèle fortunée, en rasant éventuellement, si besoin était, les bâtiments ».

### Depuis 1999, vers un centre thermoludique?
L'hôpital thermal des armées est acheté par la commune d'Amélie-les-Bains-Palalda en 1999 pour un coût de  3,87 millions d'euros afin d'en faire un établissement thermal. Pour cela, la commune contracte un prêt d'une durée de 23 ans. N'ayant pas trouvé d'investisseur pour cette activité, la commune décide de faire du bâtiment un centre thermoludique. Le projet comprend un centre de remise en forme, un parc de stationnement et un hôtel de luxe.
L'édifice est inscrit au titre des monuments historiques le 15 janvier 2007. L'arrêté précise la protection : « l'ensemble du bâti correspondant à l'état historique initial avec les corps de bâtiments, l'aqueduc, les murs de soutènement et de clôture ainsi que les parcelles correspondantes, figurant au cadastre section C parcelles 226 et 227 » d'une superficie respective de 17,15 a et 1,633 5 ha.
En 2014 la mairie signe une convention avec une société privée pour une transformation en centre thermoludique, pour une ouverture initialement prévue en 2016. Il est prévu d'y accueillir cent mille personnes par an.
Divers problèmes financiers sont signalés par la chambre régionale des comptes en 2018, qui conseille à la commune d'abandonner le projet, ses finances étant mises en difficulté notamment par un autre grand projet non réalisé dans les gorges du Montdony.
Cependant, les travaux ne sont pas exécutés à temps. En février 2019, l'ancien hôpital est décrit comme « un lieu à l'abandon, envahi par les ronces ». Le même mois, le quotidien sportif L'Équipe annonce que le projet de centre thermo-ludique est, avec d'autres monuments historiques, au centre d'une possible affaire d'escroquerie dont les victimes seraient plusieurs dizaines de footballeurs professionnels. Il s'agissait pour eux d'investir de fortes sommes dans des travaux pour obtenir une défiscalisation au titre de la loi Malraux. Plusieurs plaintes sont déposées.

## Architecture
Édifié par le ministère de la Guerre entre 1847 et 1886, l'ensemble comporte des bâtiments hospitaliers, des thermes et diverses constructions annexes. Une source d'eau thermale au lieu-dit "le Gros Escaladou" est signalée. 
Les matériaux de construction utilisent le moellon de calcaire pour le gros oeuvre, le cayrou et le grès pour les encadrements de portes et de fenêtres. Disposés en U autour d'un jardin d'agrément, l'emsemble se trouve dans un parc boisé. 
Ces bâtiments étaient affectés aux curistes, soldats, officiers et à l'intendance. Ce sont des constructions à deux étages sur rez-de-chaussée, et étage de combles. L'entrée s'ouvre sur un couloir axial recoupé en son milieu par un couloir disposé dans l'axe longitudinal des bâtiments. Cette distribution se répète, à l'exception de l'entrée, aux étages supérieurs qui comportent vingt chambrées par niveau et six lits par chambrée. Derrière cet ensemble hospitalier se trouve le complexe des thermes tout en rez-de-chaussée, doté de trois piscines, neuf salles de douche, neuf baignoires, quatre salles de humage et soins divers. Les salles des piscines et de soins ont été visiblement inspirées par la grande salle à voûte en berceau, située dans le secteur des thermes romains. Ces salles reprennent l'essentiel des caractéristiques de l'architecture romaine : voûte en berceau plein cintre, larges verrières, jours zénithaux et emploi du marbre.
L'arrété préfectoral de classement explique le classement en « considérant que l'ancien hôpital thermal des armées présente un intérêt d'histoire et d'art suffisant pour en rendre désirable la préservation en raison du caractère exceptionnel de son programme thermal destiné aux besoins de l'armée et illustrant l'importance du thermalisme au XIXe siècle, de l'homogénéité de son architecture et des aménagements thermaux qu'il contient. »[réf. souhaitée]

#### Fiches et documents officiels
- « Ancien hôpital thermal des armées », notice no PA66000018, sur la plateforme ouverte du patrimoine, base Mérimée, ministère français de la Culture
- Anonyme, « Hôpital militaire thermal d'Amélie-les- Bains (Pyrénées-Orientales) », Nouvelles annales de la construction,‎ octobre 1866 (lire en ligne)
- Chambre régionale des comptes - Occitanie, « Rapport d’observations définitives n°GR/18/1131 du 14 juin 2018 »
- Albert Voilquin et Ministère de la Défense, « Fermeture de l'hôpital militaire d'Amélie-les-Bains : 9e législature », sur senat.fr

#### Articles de presse
- Martin Cotta, « En 2016, Amélie-les-Bains aura (enfin) son centre thermoludique », France Bleu Roussillon, 19 février 2014
- Baptiste Guiet, « Foot, gros sous et soupçons d'escroquerie, le projet de centre thermo-ludique d'Amélie-les-Bains à l'arrêt », France Bleu Roussillon, 24 février 2019
- Olivier Le Creurer, « Amélie-les-bains : un projet d'hôtel 5 étoiles dans le collimateur de la chambre régionale des comptes », France 3 Occitanie, 28 février 2019

#### Ouvrages
- Ernest Génieys, Indicateur médical et topographique d'Amélie-les-Bains (Pyrénées-Orientales), Paris, 1862 (lire en ligne)
- Olivier Rimbault, « Les lamelles de plomb gravées d’Amélie-les-Bains- Palalda (66110), inscrites *L-97 (R.I.G.) : un cas d’école pour l’étude des langues rares de l’Antiquité », dans Transports, Mélanges offerts à Joël Thomas, Perpignan, Presses Universitaires de Perpignan, 2012 (lire en ligne), p. 187-211
- Collectif (club cartophile catalan), Les Monuments aux morts des Pyrénées-Orientales : un devoir de mémoire, Rivesaltes, L'Agence, 2002.